# Maki złoty
Maki złoty (Hapalemur aureus) – gatunek ssaka naczelnego z rodziny lemurowatych (Lemuridae). Występuje endemicznie w południowo-wschodniej części Madagaskaru. Jest krytycznie zagrożony wyginięciem.

## Taksonomia
Gatunek po raz pierwszy naukowo opisał międzynarodowy zespół zoologów (Niemiec Bernhard Meier, Francuzi Roland Albignac i Yves Rumpler, Madagaskarczyk André Peyriéras oraz Amerykanka Patricia Wright) w 1987 roku, nadając mu nazwę Hapalemur aureus. Miejsce typowe to obszar 6,3 km od wioski Ranomafana (około 21°16′38″S 47°23′50″E/-21,277222 47,397222), na Madagaskarze. Holotyp to samiec (sygnatura PT-0998) ze zbiorów Académie Malgache.
Autorzy Illustrated Checklist of the Mammals of the World uznają ten takson za gatunek monotypowy.

### Etymologia
- Hapalemur: gr. ἁπαλος hapalos „delikatny”; rodzaj Lemur Linnaeus, 1758 (lemur)[6].
- aureus: łac. aureus „złoty”, od aurum „złoto”[7].

## Zasięg występowania
Maki złoty występuje w południowo-wschodnim Madagaskarze, w rozproszonych obszarach między Parkiem Narodowym Ranomafana, obserwowany daleko na północ, w okolicach Miaranony i Bevoahazo, i daleko na południe, w Parku Narodowym Andringitra i łączącym je korytarzem leśnym; być może jego zasięg rozciąga się na północny wschód aż do regionu Betsakafandrika. Ostatnie, niepotwierdzone obserwacje z południa pochodzą z Vevembe Forest (na zachód od Vondrozo).

## Morfologia
Długość ciała (bez ogona) około 34 cm, długość ogona około 41 cm; masa ciała 1,3–1,5 kg. Dymorfizm płciowy jest słabo uwidoczniony.

## Ekologia
Występuje w lasach deszczowych. Jego zasięg występowania jest ściśle związany z występowaniem bambusów. Zwierzęta te żyją prawdopodobnie w małych grupach rodzinnych złożonych z dorosłego samca, jednej lub dwóch samic i ich potomstwa. Ciąża trwa przeciętnie 109 dni. Biologia rozrodu tego gatunku nie została dobrze udokumentowana. Gatunek aktywny wczesnym rankiem, późnym wieczorem i prawdopodobnie w nocy. Maki są zwierzętami socjalnymi o rozwiniętych metodach komunikacji. Maki złoty żywi się głównie bambusem Cephalostachyum viguieri. Analiza chemiczna jego ulubionego pokarmu wykazała wysoką zawartość protein i cyjanków. Dzienna porcja, jaką zjada maki, zawiera znacznie wyższą ilość cyjanków niż wynosi dawka śmiertelna dla większości zwierząt.

## Status zagrożenia i ochrona
W Czerwonej księdze gatunków zagrożonych Międzynarodowej Unii Ochrony Przyrody (IUCN) maki złoty został zaliczony do kategorii CR (krytycznie zagrożony wyginięciem; ang. critically endangered). Liczebność populacji szacowana była według danych IUCN z 2000 roku na około 1000 osobników. Inne źródła podawały liczby w przedziale 200–400 osobników (Gallay, 1999). Badania przeprowadzone w 2005 roku zakładały liczebność 5916 osobników przy raczej nierealistycznym założeniu równomiernego rozmieszczenia populacji w obrębie zasięgu. Całkowita liczebność według najnowszych szacunków IUCN wynosi 600–1000 osobników, w tym niespełna 250 osobników dojrzałych płciowo. Trend liczebności jest spadkowy.
Gatunek jest objęty konwencją waszyngtońską CITES (załącznik I).